# Muzeum Ziemi Złotowskiej w Złotowie
Muzeum Ziemi Złotowskiej w Złotowie – muzeum z siedzibą w Złotowie. Placówka jest miejską jednostką organizacyjną, a jego siedzibą jest dawna kamienica mieszczańska o konstrukcji szachulcowej.
Pierwsza placówka muzealna w Złotowie powstała w latach 1916-1917 z inicjatywy ówczesnego starosty, dra Janssena. Działała ona do 1935 roku, kiedy to zgromadzone zbiory wywieziono do Piły, celem umieszczenia w tamtejszym Grenzland Museum.

W okresie powojennym do idei powołania w Złotowie muzeum powrócono w 1956 roku. Wówczas to, tutejsze koło Polskiego Towarzystwa Ludoznawczego ogłosiło konkurs etnograficzny, związany z poszukiwaniem pamiątek kultury ludowej. Zgromadzone w wyniku konkursu zbiory, a także eksponaty przekazane przez złotowski oddział Polskiego Towarzystwa Historycznego oraz nauczycieli i uczniów Państwowego Liceum Pedagogicznego stały się zalążkiem muzealnej kolekcji.

Formalnie złotowskie muzeum zaczęło działać od 1962 roku. Pierwszą jego siedzibą był lokal przy ul. Zamkowej 5, składający się z dwóch pomieszczeń. Docelowo zbiory miały trafić do pałacu Działyńskich – zamierzenia te nie zostały jednak zrealizowane. Na potrzeby muzeum przeznaczono natomiast pochodzący z XVIII wieku dom mieszczański przy ul. Wojska Polskiego. Prace remontowe i konserwatorskie w budynku przeprowadzono w latach 1963-1966. Nowy obiekt został udostępniony do zwiedzania w październiku 1966 roku.
Aktualnie w muzeum prezentowane są następujące wystawy stałe:
- historyczna, obejmująca historię miasta i jego mieszkańców, począwszy od czasów I Rzeczypospolitej po współczesność. W zbiorach znajdują się m.in. meble, obrazy i grafiki, książki i wydawnictwa, dokumenty, zdjęcia oraz mapy. Spora część zbiorów dotyczy dziejów zrzeszania się i działalności tutejszych Polaków pod zaborem niemieckim,
- archeologiczna, ukazująca pradzieje ziemi złotowskiej z czasów epok: kamienia, brązu i żelaza. Prezentowane eksponaty pochodzą z powojennych wykopalisk, prowadzonych w Maryńcu, Stawnicy i Starej Wiśniewce,
- etnograficzna, prezentująca kulturę ludową Krajniaków Złotowskich. W ramach ekspozycji prezentowane są dawne stroje, meble, przedmioty codziennego użytku, a także sztuka ludowa i sakralna (obrazy, rzeźby),
- sztuki, stanowiąca zbiór prac złotowskiej graficzki i malarki, Teresy Jakubowskiej.

Muzeum jest obiektem całorocznym, czynnym w dni robocze, natomiast w weekendy – wyłącznie dla grup po uprzednim uzgodnieniu.

Od 2004 roku przy muzeum działa Złotowski Salon Historyczny, organizujący konferencje, spotkania oraz promujący wydawnictwa o charakterze regionalnym.